# Cinara similis
Cinara similis är en insektsart som först beskrevs av Van der Goot 1917.  Cinara similis ingår i släktet Cinara och familjen långrörsbladlöss. Inga underarter finns listade i Catalogue of Life.